# Tilapia sparrmanii
Tilapia sparrmanii és una espècie de peix de la família dels cíclids i de l'ordre dels perciformes que es troba a Àfrica: curs superior dels rius Cuanza, Shaba, Limpopo i Okavango. També als llacs Malawi i Ngami.
Els mascles poden assolir els 23,5 cm de longitud total i els 445 g de pes.